# Cuerden Hall

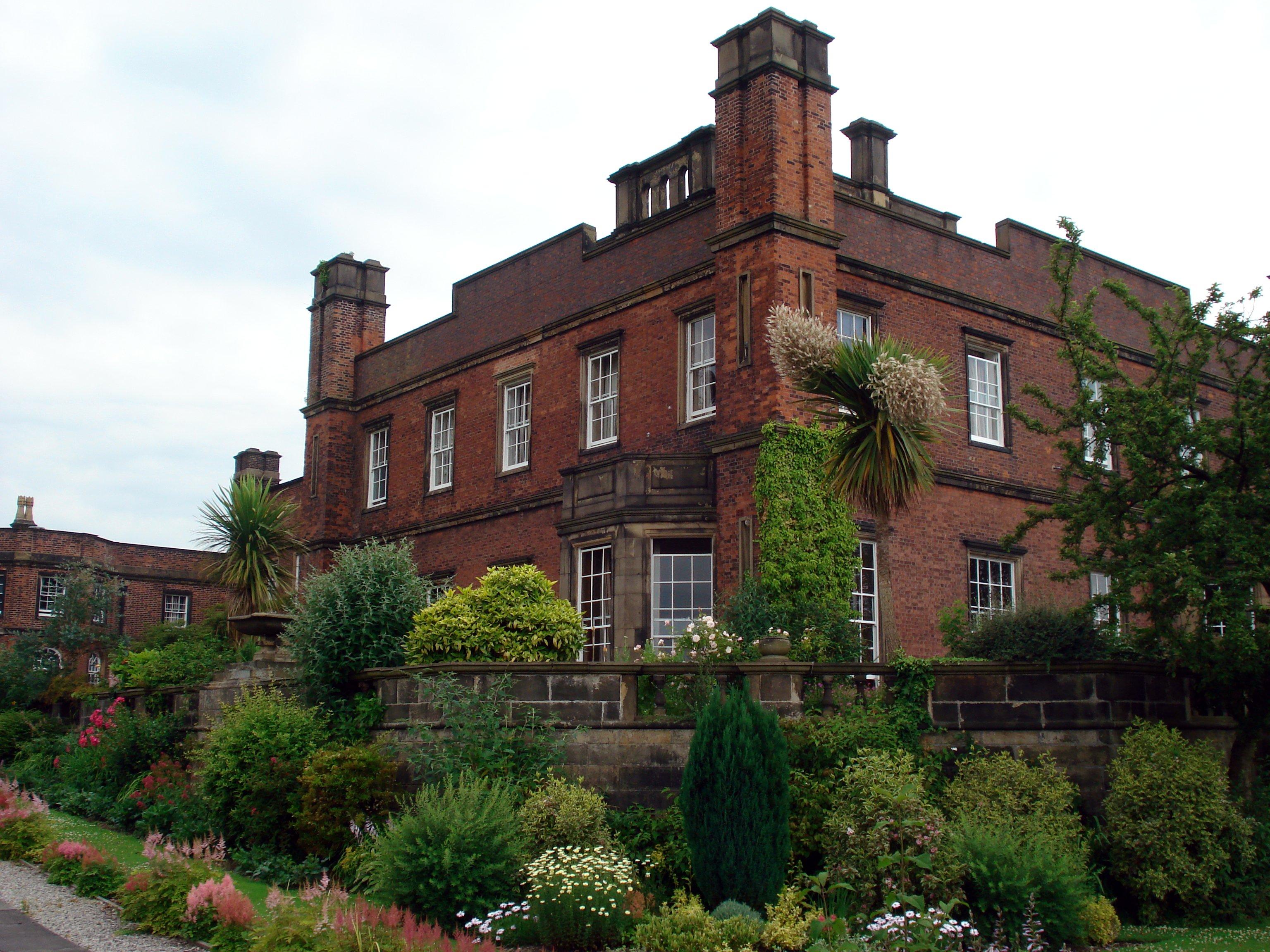
Cuerden Hall von Nordwesten

Cuerden Hall ist ein Landhaus im Dorf Cuerden bei Preston in der englischen Grafschaft Lancashire. English Heritage hat es als historisches Bauwerk II*. Grades gelistet. Das Haus war von 1717 bis 1906 in privater Hand und wurde dann bis in die 1960er-Jahre von der British Army genutzt. Heute ist es ein Sue-Ryder-Pflegeheim. Der Park und das weitere Anwesen werden Cuerden Valley Park genannt.

## Geschichte
Das erste Haus auf dem Grundstück, das aus dem 17. Jahrhundert stammte, gibt es nicht mehr. Der Familie Charnock aus Charnock Richard gehörte das Anwesen bis 1521. Dann verkaufte Richard Charnock of Cuerden and Leyland die Grundherrschaft an Thomas Langton, den Lord Newton. 1605 kaufte Henry Banastre aus Bank Hall das Anwesen von der Familie Langton (Barone von Newton-in-Makerfield). Henry Banastres Tochter Alice, Gattin von Sir Thomas Haggerston, war 1641 die Grundstückseignerin.
Das heutige Haus stammt aus dem Jahr 1717 und wurde im Auftrag von Banastre Parker, dem Sohn von Robert Parker und früheren High Sheriff of Lancashire im Jahre 1710, erbaut, bevor dieser mit seiner Familie von Extwistle Hall hierher umzog. Nach seinem Tod 1738 fiel das Anwesen an seinen Sohn Robert Parker (1727–1779) und dann an seine Enkel Banastre Parker (1758–1788) und Thomas Towneley-Parker (1760–1794).

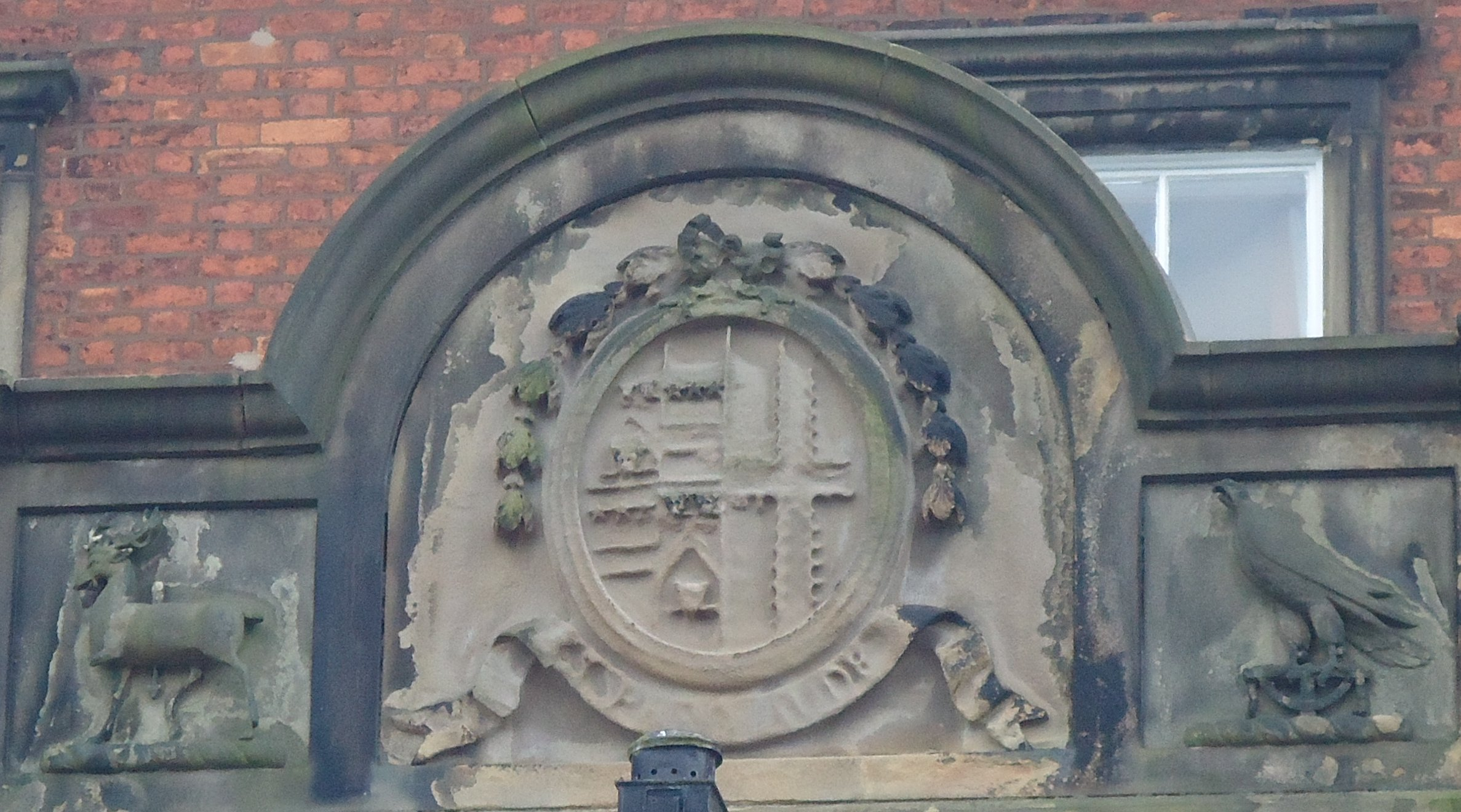
Die Brüstung über der Eingangstüre – ein Wappen, flankiert von einem Hirschen und einem Falken auf einer behauenen Steinplatte. Das Wappen ist das der Parkers, kombiniert mit dem der Towneleys und dem der Brookes. (1816 heiratete Robert Towneley-Parker (1793–1879) Harriet Brooke (1798–1878), die Tochter von Thomas Brooke aus Church Minshall in Cheshire).

In den Jahren 1816 bis 1819 ließ Robert Towneley-Parker (1793–1879), der das Anwesen von seinem Vater geerbt hatte, das Landhaus nach Plänen von Lewis Wyatt umbauen. Dies umfasste eine wesentliche Erweiterung des Ostflügels.
Nach dem Tod von Captain Robert Towneley-Parker (1823–1894) und später auch dem seines Bruders Thomas Towneley-Parker (1822–1906) fiel das Anwesen an ihren Neffen Reginald Arthur Tatton (1857–1926), der die Gärten umgestalten ließ. Er ließ dort eine Pergola und ein Salettl sowie einen eingefriedeten Garten und einen Teich anlagen.
Im Ersten Weltkrieg ließ Tatton das Landhaus in ein Armeelazarett umbauen, das vom 1. Mai 1915 bis zum 8. Juni 1917 als Cuerden Hall Auxiliary Hospital betrieben wurde. Die Salons mit der Sammlung alter Meister und Porträts der Familie Tatton, die heute noch die Wände schmücken, wurden in Krankensäle umgewandelt und mit Betten, Bettzeug und anderen Einrichtungen ausgestattet, während der Park und die Gärten als Erholungsgebiet für die Soldaten genutzt wurde, die dort z. B. auf dem Teich Boot fahren, Heu machen oder picknicken konnten. Es gab auch Ausflüge zum anderen Haus der Tattons in der Nähe, Astley Hall. Ein Album mit Fotografien, Briefen und Zeitungsausschnitten, die diese besondere Geschichte von Cuerden Hall illustrieren, wurde kürzlich zum Kauf angeboten.
Im Zweiten Weltkrieg wurde das Anwesen vom Verteidigungsministerium requiriert und in ein Ausbildungszentrum der Armee umgewandelt. Später wurde daraus das Divisionshauptquartier Nr. 4 (von insgesamt fünf) der Flugabwehr. Bis Ende der 1950er-Jahre war das Landhaus zeitweise von der British Army belegt und 1958 verkaufte die Familie Tatton es schließlich nach fast 250 Jahren privater Nutzung an das Verteidigungsministerium. Es wurde dann zum Hauptquartier der Armee für den Distrikt Nordwest.
1977 übernahm die Central Lancashire Development Corporation Cuerden Hall vom Verteidigungsministerium und richtete dort ihr eigenes Hauptquartier ein. Auf dem Gelände wurden neue Büros und Parkplätze gebaut. 1978 wurde der Park und das weitere Anwesen in den Cuerden Valley Park umgewandelt und 1986, nachdem die Corporation das Haus geräumt hatte, wurde es in ein Sue-Ryder-Pflegeheim umgewandelt.

## Galeriebild

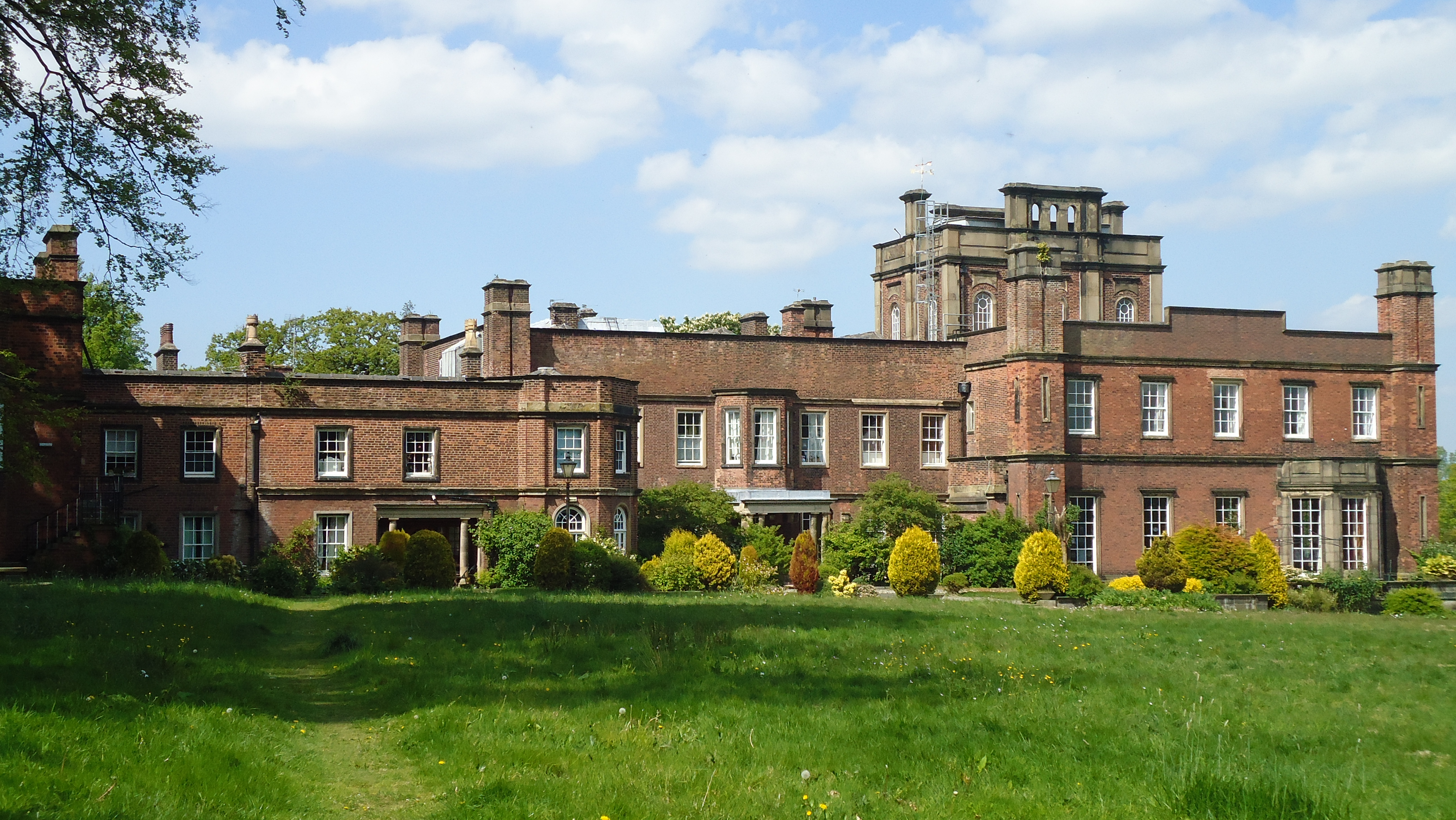
Südflügel und Gartenfassade; auf der linken Seite liegen die Stallungen (größtenteils außerhalb des Bildes), die das westliche Drittel des Gebäudes bilden, das mittlere Drittel (auf der linken Bildseite) ist das originale Landhaus aus dem 18. Jahrhundert mit einem einfachen, rechteckigen Grundriss mit zwei Höfen, und der Ostflügel (auf der rechten Bildseite) ist die wesentliche Erweiterung nach Plänen von Lewis Wyatt, die 1816–1819 entstand.